# Forsteriola
Forsteriola es un género de arañas araneomorfas de la familia Anapidae. Se encuentra en África subsahariana.

## Especies
Según The World Spider Catalog 12.0:
- Forsteriola proloba (Forster, 1974)
- Forsteriola rugosa (Forster, 1974)